# Henri-Guillaume Hamal
Henri-Guillaume Hamal, né le 3 décembre 1685 à Liège où il meurt le 3 décembre 1752 , est un compositeur, chef d'orchestre et organiste des liégeois. Il est membre d'une famille dont sont issus des compositeurs actifs à Liège au cours du XVIIIe siècle tels que son fils Jean-Noël Hamal (1709-1778) et son petit-fils Henri Hamal (1744-1820).

## Biographie
Henri-Guillaume Hamal étudia avec Lambert Pietkin (1613-1696), qui fut organiste à la cathédrale Saint-Lambert de Liège. De 1711 à 1712, il fut organiste à l'église de Notre-Dame de Saint-Trond. Il revint ensuite à Liège et devint maître de chapelle à la cathédrale Saint-Lambert. Il fut également un compositeur très actif. On connait de lui une Tantum ergo, un Laudate pueri pour grand orchestre, un Requiem et un Concerto en ré majeur pour trompette et orchestre.
Il épousa Catherine Corbusier et avec qui il eut six enfants dont Jean-Noël Hamal.